# Partido Comunista dos Trabalhadores Egípcios
O Partido Comunista dos Trabalhadores Egípcios (em árabe: Ḥizb al-ʿUmmāl al-Shuyūʿī al- Miṣrī) foi um partido comunista no Egito, influenciado pelo maoísmo, ativo nos anos 70 (foi fundado em 1972, na sequência dos protestos ocorridos no país em 1968).

## Linha ideológica
O partido considerava um erro fatal a dissolução do partido comunista durante o regime nasserista (que qualificava, tal como o de Sadat, como "burguês burocrático"), e proclamava como objetivo o derrube da burguesia egípcia. No entanto, por outro lado, considerava que o Egito ainda não estava pronto para uma revolução socialista (devido ao fraco peso da classe operária), defendendo em vez disso uma "república democrática parlamentar".

## História
O partido foi fundado em 1972, com uma base largamente de jovens e estudantes, e com origem nos protestos de 1968.
Os estudantes do Partido Comunista dos Trabalhadores Egípcios foram influentes no movimento de protesto estudantil que se desenvolveu entre 1971 e 1973, reclamando mais justiça social, o fim do regime autoritário e uma guerra contra Israel para recuperar o Sinai.
O partido teve alguma participação na "revolta do pão" em 1977, no entanto a sua influência (e dos comunistas egípcios em geral) nos acontecimentos foi reduzida.
Após a revolta de 1977, foi desarticulado pela repressão; em 1992, as poucas estruturas ainda existentes do Partido Comunista dos Trabalhadores Egípcios e do Partido Comunista Egípcio - 8 de Janeiro fundiram-se no chamado Partido dos Trabalhadores Unificado, uma organização largamente sem existência real.